# Gefüllter Schweinebauch
Gefüllter Schweinebauch ist ein Braten aus Schweinebauch, in den eine Tasche geschnitten wird, die mit beliebigen Füllungen ausgestopft und dann zugenäht wird. Im Handel kann man ihn sowohl warm als auch kalt als Aufschnitt kaufen.

## Zubereitung
Für gefüllten Schweinebauch wählt man möglichst mageren Bauch, der entbeint und in milder Pökellake zwei bis drei Tage gesalzen wird. Der Bauch wird danach in kochendem Wasser leicht angebrüht und die Schwarte rautenförmig eingeritzt. Mit einem langen Messer wird eine Tasche in den Bauch geschnitten, dann eine beliebige Füllung in die Bauchtasche eingefüllt, die an dem offenen Ende wieder zuzunähen ist. Der gefüllte Bauch wird dann knusprig gebraten unter öfterem Wenden und Begießen. Nach den Leitsätzen für Fleisch und Fleischerzeugnisse sind übliche Füllungen aus zerkleinertem, entsehntem Fleisch mit Weißbrot, oder Semmelknödelteig bzw. Lyoner- oder Jagdwurstbrät.